# Шестерёнки (телесериал)
Шестерёнки (фр. Engrenages) — французский детективный телесериал, производства компании Son et Lumière при участии Canal+, Jimmy, Ciné+ (с 3-го сезона) и BBC Four (2-й, 4-й и 5-й сезоны). Авторы сюжета — Александра Клер и Ги-Патрик Сендеришен. Демонстрировался во Франции с 13 декабря 2005 по Canal+.
Закуплен для показа примерно в 70 странах. В Великобритании демонстрировался на BBC Four под названием «Спираль» (Spiral), в США с 2012 компаниями Netflix и PBS.

## Сюжет
Сериал демонстрирует работу французской юридической системы в целом, показывая на примере Парижского дворца правосудия, как вертятся шестерёнки полиции, судебного следствия и адвокатуры. В центре повествования работа полицейской группы криминального отдела, часто работающей на грани и за гранью закона: капитана Лоры Берто, женщины около 35 лет с неустроенной личной жизнью, и лейтенантов Жиля Эскофье (Жиллю), падкого на кокаин и женщин, и примерного семьянина Люка Фромантена (Тентена), отца двух, а к пятому сезону уже четырёх детей. С ними сотрудничают принципиальный прокурор Пьер Клеман и дотошный следственный судья Франсуа Робан. Адвокатский корпус представлен, в первую очередь, циничной и амбициозной Жозефиной Карлссон, ненавидящей полицию и готовой ради корыстных целей нарушать закон и правила профессиональной этики, и её более или менее коррумпированными коллегами.
Преступный мир стандартен для Парижа первых двух десятилетий XXI века — большинство криминального контингента составляют негры, арабы, бандиты из Юго-Восточной Европы и Передней Азии, и рабыни-проститутки из стран бывшего Восточного блока. В нескольких сериях группа капитана Берто с риском для жизни пытается действовать в чёрных и мусульманских гетто на окраинах столицы, куда полиция обычно не решается проникать без поддержки бронемашин и специальных отрядов жандармерии.
Первые два сезона состоят каждый из восьми эпизодов, следующие три содержат по 12 эпизодов.

## В ролях
- Каролин Пруст — капитан Лор Берто
- Тьерри Годар — лейтенант Жиль Эскофье (Жиллю)
- Фред Бьянкони — лейтенант Люк Фромантен (Тентен)
- Грегори Фитусси — прокурор (затем адвокат) Пьер Клеман
- Филипп Дюкло — следственный судья Франсуа Робан
- Одри Флёро — адвокат Жозефин Карлссон

## Первый сезон (2005)
В мусорном контейнере обнаружено обезображенное тело румынской студентки, учившейся в Париже и работавшей в сфере эскорт-услуг. Её сестра также внезапно пропала. Расследование выходит на друга прокурора Пьера Клемана, преуспевающего коммерсанта Бенуа Фея, поставляющего девочек влиятельному министру, любителю садистских развлечений. Политику удаётся замести следы, устранив свидетелей, и правосудие вынуждено довольствоваться скандалом в прессе, организованным судьёй Робаном при помощи утечки компрометирующих материалов. Параллельно он расследует ещё одно дело о сексуальном насилии, которое мужчина со своими приятелями учинил над собственной женой, не захотевшей участвовать в свингерской оргии.

## Второй сезон (2008)
В багажнике сгоревшей машины обнаружен труп человека, заживо сожжённого арабскими наркоторговцами. Для разоблачения преступной семьи Лараби в группировку внедряется агент арабского происхождения Сами, с которым у капитана Берто завязывается роман. Операция под прикрытием заканчивается частичным успехом, но главные подозреваемые погибают, а агента, разоблачённого преступниками, едва удаётся спасти.
Жозефин Карлссон нанимается в контору адвоката мафии Забо и берётся защищать интересы наркоторговцев, в результате чего ей приходится идти на прямые нарушения закона, грозящие потерей лицензии и тюрьмой.
Пьер Клеман добивается признания от пилота истребителя, убившего своего любовника, но лётчик оказывается зятем влиятельного армейского генерала, и в наказание за излишнее усердие прокурора понижают в должности. Будучи не в силах противостоять коррупции в системе прокуратуры, он уходит со службы и становится адвокатом.

## Третий сезон (2010)
В Париже завёлся серийный убийца, отрезающий женщинам груди и извлекающий половые органы. Одно из убийств имеет некоторые отличия от других, и Лора Берто выходит на группировку албанцев, торгующих проститутками из Восточной Европы; один из лидеров этой банды каким-то образом связан с маньяком. Лора завязывает роман с комиссаром Венсаном Бремоном из конкурирующего отдела, которому официально передано расследование серийных убийств; при этом она продолжает втайне от любовника и начальства вести это дело.
Жозефин Карлссон бросает сотрудничество с Забо, опасаясь профессионального краха и физической гибели, и предлагает своему прежнему противнику Пьеру Клеману адвокатское партнёрство.
Судья Робан расследует дело о масштабном рэкете, организованном одним городским мэром (по совместительству, другом президента), и подвергается сильному давлению со стороны коррумпированного начальства и собственного брата, работающего на преступников. Невзирая на противодействие, он решает идти до конца, что приводит к плачевным для него последствиям в профессиональном и личном плане.
Лоре Берто удаётся разгромить группировку работорговцев и в последний момент остановить маньяка, собиравшегося распотрошить очередную жертву. Она не считает нужным брать опасного и изворотливого преступника живьём, и впоследствии вместе с коллегами должна лжесвидетельствовать перед следственной комиссией по поводу правомерности применения оружия.
В основу сюжета третьего сезона сценаристы положили реальное дело об убийствах на перпиньянском вокзале.

## Четвёртый сезон (2012)
Группа левых активистов, считающая, что французские власти впускают в страну слишком мало чёрных и арабских иммигрантов, готовит взрыв госучреждения. Для приобретения взрывчатки они связываются с курдской преступной группировкой, торгующей оружием и связанной с Рабочей партией Курдистана. Для скорейшего разоблачения курдов на помощь Берто отправляют Сами, что приводит к образованию любовного треугольника.
Пьер Клеман пытается по-человечески помочь одному из своих клиентов, малолетнему преступнику, и в благодарность получает с его стороны ложное обвинение в изнасиловании. От тюрьмы его спасает блестящая защита Жозефины. У них начинается роман. Отбросив все свои моральные принципы, Клеман берётся защищать криминального авторитета Жоркаля, обвиняемого в убийстве, вытаскивает его из тюрьмы, и в результате сам едва не погибает.
Судью Робана в наказание за принципиальность переводят на расследование незначительных дел, но, благодаря своей въедливости, он и там находит возможность отличиться, оправдав невиновного и вскрыв вопиющую некомпетентность и коррумпированность своих коллег. Не видя другого способа добиться правды, он выступает с публичным разоблачением пороков системы перед журналистами. За это ему приходится предстать перед дисциплинарной комиссией, которая собирается отстранить его от должности. Неожиданно он получает поддержку со стороны высокого прокурорского чина, который ранее был готов на любую подлость ради продвижения по карьерной лестнице, но, будучи обойдённым более ловким соперником, жаждет отомстить системе. Предъявив комиссии доказательства прямого подкупа одного из судей, и, возможно, благодаря закулисной помощи масонов, обративших на него внимание, Робан торжествует победу.
Курды разоблачены, но из-за бестолковых действий соперничающих друг с другом полицейских служб террористам удаётся взорвать бомбу в комиссариате. Сами погибает при попытке разминирования.

## Пятый сезон (2014)
В Сене выловлен труп убитой женщины, к которому привязано тело её маленькой дочери, утопленной живьём. В убийстве подозревают бывшего мужа. Защищающий его Пьер Клеман нелепым образом погибает, когда тот пытается взять своего адвоката в заложники.
Капитан Берто на 15-й неделе внезапно обнаруживает, что беременна, и не знает, от кого. Во Франции на таком сроке легально сделать аборт нельзя, а поездке в более либеральную Голландию мешает работа.
Жозефин берётся защищать могущественного ливийского бизнесмена, с помощью которого французское правительство осуществляет крупные финансовые операции. Его обвиняют в избиении служанки утюгом. Робан уговаривает Жозефин совместными усилиями разоблачить полицейских, случайно убивших своего коллегу и обвинивших в его смерти невиновного человека. Им удаётся оправдать подсудимого, но суд, к изумлению жены погибшего и присутствующей в зале публики, оправдывает полицейских за недостаточностью улик.
После долгого и трудного расследования Берто удаётся выйти на действительных убийц — трёх чернокожих девиц, к тому времени совершивших ещё два тяжких преступления. Во время задержания она падает в реку и может потерять ребёнка.